# (9940) 1988 VM3
A (9940) 1988 VM3 a Naprendszer kisbolygóövében található aszteroida. Y. Oshima fedezte fel 1988. november 11-én.